# Lamborghini Concept S
Lamborghini Concept S je konceptualni automobil kojeg je dizajnirao Luc Donckerwolke, tadašnji šef dizajna u tvrtki Lamborghini, na platformi modela 
Gallardo. Automobil je predstavljen 2005.g. na Ženevskom autosalonu.
Automobil je pokretao 5-litreni V10 središnje smješteni motor, koj je razvijao snagu od 493 KS pri 7800 okretaja u minuti, a model je postizao najveću brzinu od 325 km/h. 
Mjenjač je 6-erostupanjski ručni, a pogon je na sva četiri kotača. 
U dizajnu automobila nalazimo umjesto tradicionalnog prednjeg vjetrobranskog stakla, ono podijeljeno u dva dijela, a i unutrašnjost automobila se sastoji od dva međusobno odvojena prostora. Između vozača i suvozača nalazi se usisnik za zrak motora.  
Iako je Lamborghini najavio proizvodnju i prodaju nekoliko model za 2007., još nisu došli u prodaju (2009).

## Vanjske poveznice
- Lamborghini UK internetske stranice  Arhivirana inačica izvorne stranice od 25. svibnja 2007. (Wayback Machine) (engl.)
- www.ssip.net (engl.)